# Naoki Yamada
Naoki Yamada (jap. 山田 直輝, Yamada Naoki; * 4. Juli 1990 in Urawa, Saitama) ist ein japanischer Fußballspieler.

## Karriere

### Verein
Das Fußballspielen erlernte Naoki Yamada in der Jugendmannschaft der Urawa Red Diamonds. Der Verein spielte in der höchsten Liga des Landes, der J1 League. Hier unterschrieb er 2009 auch seinen ersten Profivertrag. Von Anfang 2015 bis Anfang 2018 wurde er an Shonan Bellmare ausgeliehen. Von Mitte 2019 bis Anfang 2020 wurde er wieder von Shonan ausgeliehen. Nachdem sein Vertrag bei den Urawa Red Diamonds im Januar 2020 geendet hatte, wurde er von Shonan fest verpflichtet. Während seiner Zweit bei Urawa absolvierte er 56 Erstligaspiele. Nach 105 Ligaspielen für Shonan wechselte er im Januar 2025 in die dritte Liga. Hier schloss er sich in Gifu dem FC Gifu an.

### Nationalmannschaft
Im Jahr 2009 debütierte Naoki Yamada für die japanische Fußballnationalmannschaft. Er hat insgesamt zwei Länderspiele für Japan bestritten.